# ブリンク 182
ブリンク 182 (ブリンク ワン エイティートゥー、blink-182) はアメリカのポップ・パンク・バンド。もともとは「Blink」というバンド名だったが、アイルランドの同名のバンドによる訴訟の恐れから、やむなく「blink 182」と変更した。「182」という数字の由来ははっきりとはせず、ベースのマーク・ホッパスによれば、「たまたま泊まっていたホテルの部屋番号から」、ギターのトム・デロングによれば、「マークが逮捕され、法廷に呼び出されたときの整理番号」とのこと。また、ホッパスは頭文字の「B」は小文字で書くように言っている。
ポップ・パンクの代表的なバンドの一つ。全裸で街の中を駆け回ったり、アイドルグループを馬鹿にしたりしたPVが若者を中心に支持され、MTVで大量にオンエアされる。その同時期に発表した『エニマ・オブ・アメリカ』が全世界で700万枚の売り上げを突破し、世界各国で数々の賞を総なめにするなど、爆発的なヒットを記録した。同アルバムは、新世代パンクの始まりを告げるようにランシドやグリーン・デイの作品を担当していたジェリー・フィンをプロデューサーに迎え、パンクにもかかわらずポップで洗練された音を実現させた。
また、スケボー、サーフィンなどのブランドを中心としたファッションが特徴でサポートを受けている「Hurley」のシャツや「ディッキーズ」の874ハーフパンツを着用している。自らもマークとトムが「ATTICUS」「MACBETH」、トラヴィスが「Famous stars and straps」というブランドを立ち上げた（現在、マークは両ブランドのオーナー権を売却し、トムも「ATTICUS」のオーナー権を破棄している）。
2005年で無期限の活動休止を宣言し、それまでにオリジナル・アルバムを5枚リリースし、売上の総合計は全世界で2000万枚以上を記録している。音楽のみならず、衣料品ブランドも自ら経営し、その影響はストリートカルチャー全体をも巻き込んだ。
2009年活動再開。2011年9月に再結成後としては初、そして実に8年ぶりとなるニュー・アルバム『ネイバーフッズ』がリリースされた。その後、1枚のEPをリリースし、2015年にトムがバンドを脱退。代役として2016年にアルカライン・トリオのギター、ボーカルであるマット・スキバが加入。加入後、現在までに2枚のアルバム『California』『Nine』をリリースしている。
2022年10月11日、トムのバンド復帰を発表。2023年10月20日にトム・デロング復帰後初となるアルバム『One More Time...（ワン・モア・タイム）』を発売した。

## 略歴

### 1992年-1998年: 結成
1992年、カリフォルニア州サンディエゴ郊外のパウエイで結成。
1993年、『Fly Swatter』を自主制作し、リリース。
1994年、カセットテープ作品の3rdデモ『ブッダ』を限定販売。2月にはファースト・アルバム『チェシャー・キャット』をリリース。
1997年、セカンド・アルバムの『デュード・ランチ』をリリース。これを機にメージャー・レーベルであるMCAと契約。
1998年1月から行われたワープド・ツアー'98にNOFX、ペニーワイズらとともに参加、2度目の来日を果たす。ツアー後にはスコット・レイナーが脱退し、後任としてトラヴィス・バーカーが加入した。

### 1999年-2000年: アルバム『エニマ・オブ・アメリカ』
1999年、サード・アルバム『エニマ・オブ・アメリカ』をリリースする。全米で500万枚、全世界で700万枚以上のセールスを記録し、出世作となった。このアルバムからジェリー・フィンがプロデューサーを務めることになる。なお、この作品はニュースクールパンクの音作りを象徴するものとなり、ポップパンクのアホなキャライメージを植えつけることになった。
2000年、MTV、ベスト・グループ・ビデオ・アワード受賞（米）。ベスト・ニュー・アクト・アワード（欧）受賞。前作のヒットした直後のライブを収録したアルバム『ザ・マーク、トム、アンド・トラヴィス・ショウ (エニマの逆襲!)』をリリース。「ファンへのプレゼント」という彼らの意向が反映され、約2か月で廃盤になる。

### 2001年-2002年: アルバム『テイク・オフ・ユア・パンツ・アンド・ジャケット』
2001年、通算4作目となるスタジオ・アルバム『テイク・オフ・ユア・パンツ・アンド・ジャケット』をリリース。全米初登場1位、全世界で400万枚の売り上げを記録。前作の洗練された音をベースに、激しいパンクサウンドや、キーボードを駆使してエモ的な要素を見せた。この頃、頭角を現し始めていた後輩バンドのSum 41、ニュー・ファウンド・グローリー、シンプル・プランなどへのゲスト・PV参加といった援助をしていた。

### 2003年-2005年: アルバム『ブリンク-182』〜活動休止へ
2003年、通算5作目のアルバム『ブリンク-182』をリリース。全米最高3位、全世界で600万枚以上の売り上げを記録した。このアルバムで今までのポップ・パンク路線から脱却し、エレクトロニック、ヒップホップ、ニュー・ウェイヴなど様々なジャンルをパンクにミックスした新たな音楽に取り組んだ。彼らが好きなアーティストとしてあげている、ザ・キュアーのロバート・スミスもボーカルでゲスト参加をし、ダークな一面をのぞかせている。
2005年2月24日に無期限の活動停止を発表。活動停止を発表後、マーク・ホッパスはプロデューサーとしても活躍しつつ、2005年にドラムのトラヴィス・バーカーと共に結成した4人組の新バンド「+44」でアルバム『+44 (プラス・フォーティー・フォー)』をリリースし、全米で初登場2位を獲得した。同アルバムはブリンク 182の延長上にあり、エレクトロニック、R&Bなどの要素がより一層強い。トム・デロングは、元オフスプリングのドラマーであるアトム・ウィラードと新バンドのエンジェルズ・アンド・エアウェーブズを結成し、デビュー・アルバム『ウィ・ドント・ニード・トゥ・ウィスパー』、セカンド・アルバム『アイ・エンパイア』をリリース。『ローリング・ストーン』誌で報じられたようにU2やピンク・フロイドに類似しているとの意見がある。
2008年9月19日夜、アメリカ・サウスカロライナ州コロンビアで6人を乗せたプライベートジェット機が、離陸前に滑走路を突き抜けフェンスに衝突、隣接する道路に突っ込んで炎上し、搭乗の4名が死亡、トラヴィス・バーカー他1名が重体となる事故が発生。24日にアメリカ国家運輸安全委員会は、事故の原因を調査することを発表。トラヴィスは無事に退院し、怪我は既に完治している。

### 2009年-2010年: 活動再開
2009年2月5日、51回目のグラミー賞でブリンク 182がプレゼンターとして登場すると発表された。メンバーの3人が一緒にステージの上を立つのは2004年の12月以来。エンジェルズ・アンド・エアウェーブズのデヴィッド・ケネディーがバンドのモッドライフ（Modlife）でブリンク182が2009年に新しいアルバムをレコードすることを語った。しかし、そのアルバムのリリースは、後に大幅に延期されることとなる。

### 2011年-2015年: アルバム『ネイバーフッズ』
2011年9月27日、約8年ぶりとなる6枚目のアルバム『ネイバーフッズ』をリリース。全米ビルボード200にて、初登場2位を記録。その他、イギリスやカナダでも初登場上位を記録するなど、彼らの復帰を決定付ける作品となった。
メジャーを離れ、2012年のクリスマスに5曲入りEP『Dogs Eating Dogs』をデジタル配信のみのリリースをした。

### 2015年-2022年：トムの脱退とその後
2015年1月27日、バンドの公式サイトより、トムの脱退が公表された。バンド側は声明の中で、トムが新曲のレコーディングやライブ・ツアーに長らく参加しない状況が続き、最終的には、バンドのマネージャーを通して、バンドを辞めたいというメッセージが送られ、トムの意向を優先した、とコメントした。
しかし、翌日28日、トム本人よりバンドの脱退を否定するコメントが発表され、トラヴィスはインタビュー内でトムの煮え切らない態度に苦言を呈した。
その後、バンド側より、今後のツアー以降は代役を迎えて活動を続けることが発表され、トムの脱退が決定的なものとなった。
トムのバンド脱退を受けて2016年にアルカライン・トリオのギター、ボーカルであるマット・スキバが加入。その後、現在までにアルバム『California』と『Nine』をリリースしている。

### 2022年 - ：トムの復帰後
2022年10月11日、創設メンバーであるトム・デロング（ギター、ボーカル）がバンドへ復帰。2023年3月11日のメキシコ公演を皮切りにリユニオン・ツアーを行うことを発表した。（トムの後任として加入したマット・スキバのクレジットが2020年に発表したシングル「Quarantine」にはなく、2022年7月にマットもSNSで『自分が今もメンバーなのか分からない』という旨の発言をしていた。）
2023年3月1日、トラヴィス・バーカーがツアーのリハーサル中に左手の薬指を強打てしまい脱臼。靱帯が切れてしまっているため急遽手術することになり、11日からスタート予定であったリユニオン・ツアーの延期を自身のSNSを通じて発表した。同月3日には、指の手術を受けたことを自身のSNSで報告。担当医師とサポートしてくれたファンに向けて感謝の意を表明した。4月14日から米・カリフォルニア州インディオで開催された音楽フェス『コーチェラ・バレー・ミュージック＆アート・フェスティバル2023』の初日にサプライズ出演。マーク・ホッパス、トラヴィス・バーカー、トム・デロングによるライブは8年半ぶりとなる。9月1日から開催予定だったヨーロッパ・ツアーの内、英国・アイルランドでの4公演を延期することを発表した。延期理由は、トラヴィスの妻のお腹の中にいる胎児に緊急手術が必要になり、妻のもとへ駆けつけるため、トラヴィスが米国へ急遽帰国したためである。10月20日、トム・デロング復帰後初となるアルバム『One More Time...（ワン・モア・タイム）』を発売した。

## 『エニマ・オブ・アメリカ』(Enema of the State)について
3枚目のオリジナル・アルバムとなる『エニマ・オブ・アメリカ』はロック・シーンにおいて1つの流れを生み出した作品である。ランシドやグリーン・デイなどの作品で知られるパンク界ではヒットメーカーのプロデューサー、ジェリー・フィンと共同制作した同アルバムは、パンクにもかかわらず洗練された音作り、キーボードの使用、複雑なドラムパターンなど、発売当時としては斬新な作風であった。このアルバムはメロコア・ブームが落ち着いた1999年にリリースされ、カットされたシングル3枚が全て米ロックチャートの10位以内に入り込んだ。さらに、アルバム収録曲のPVが裸で街を走り回ったり、ボーイズグループを茶化したパロディとなって大きな反響を呼んだ。音楽だけでなく、ファッション、明るいキャラ、下ネタといったことが人気に追い打ちをかける。アルバムはその年だけでオーストラリア、ニュージーランド、イタリアなどでプラチナディスク、アメリカ、イギリスなどではゴールドディスクに認定され、全世界で700万枚の売上を記録した。その結果、後に新世代パンクといわれるポップ・パンクのブームを引き起こす。ちなみに、アルバム・タイトルの『エニマ・オブ・アメリカ (Enema of the State)』は、ウィル・スミス主演の映画『エネミー・オブ・アメリカ (Enemy of the State)』のパロディである。

## メンバー

### 現メンバー

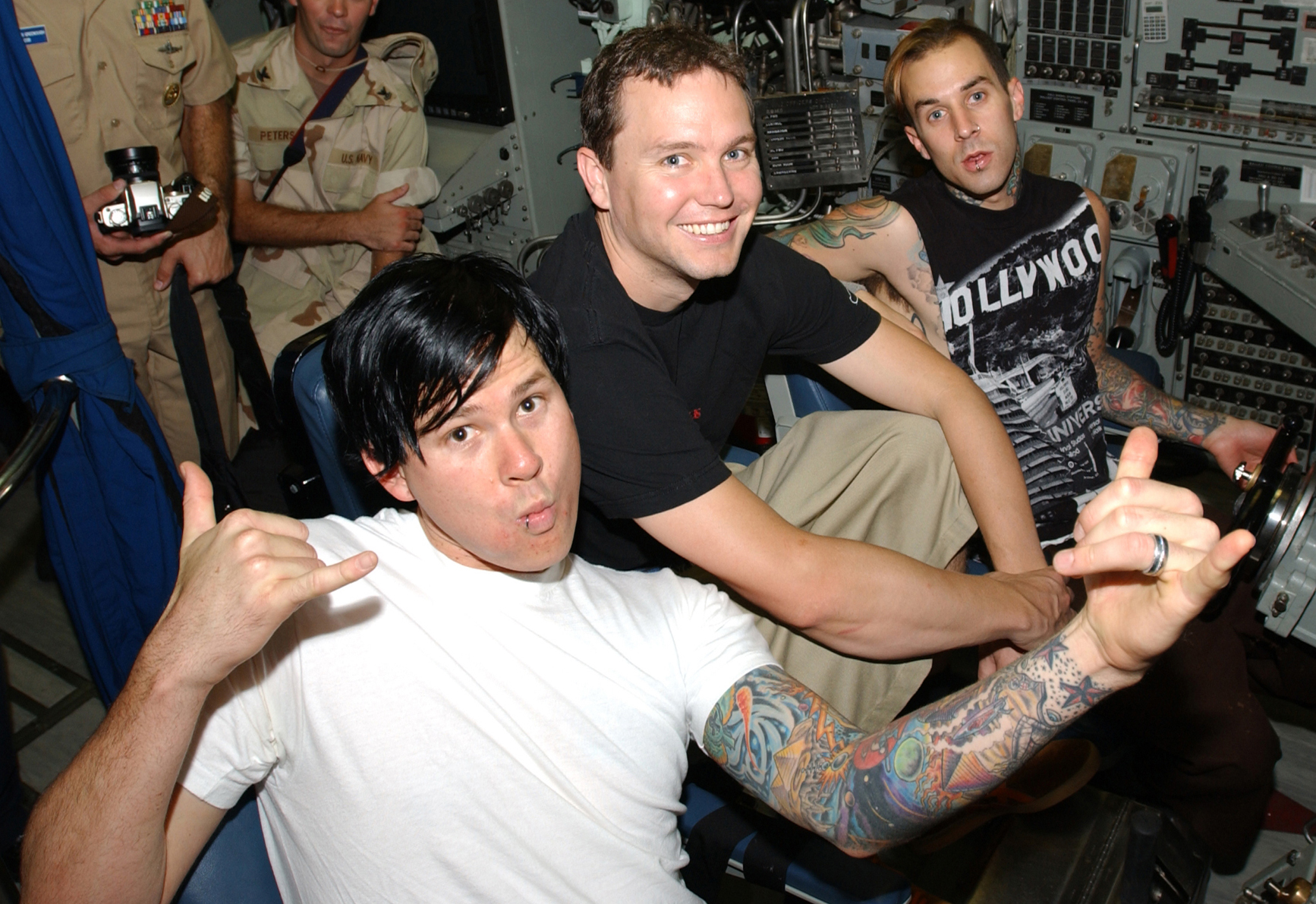
2003年撮影。
左から、トム、マーク、トラヴィス

- マーク・ホッパス (Mark Hoppus) - ボーカル、ベース
- トム・デロング (Tom DeLonge) - ボーカル、ギター、2015年脱退、2022年再加入
- トラヴィス・バーカー (Travis Barker) - ドラム、1998年加入

### 旧メンバー
- スコット・レイナー (Scott Raynor) - ドラム、1998年脱退、現在は警察官として働いている
- マット・スキバ (Matt Skiba) - ボーカル、ギター 、2015年加入、2022年トムの再加入により脱退

## ディスコグラフィ

### スタジオ・アルバム
| 年                                        | タイトル                                                                      | アルバム詳細 | チャート最高位 | チャート最高位 | チャート最高位 | チャート最高位 | チャート最高位 | チャート最高位 | チャート最高位 | チャート最高位 | チャート最高位 | チャート最高位 | 認定 |  |
| 年                                        | タイトル                                                                      | アルバム詳細 | US             | AUS            | CAN            | FRA            | GER            | IRL            | ITA            | NZ             | SWI            | UK             | 認定 |  |
| ----------------------------------------- | ----------------------------------------------------------------------------- | --- | -------------- | -------------- | -------------- | -------------- | -------------- | -------------- | -------------- | -------------- | -------------- | -------------- | --- |  |
| 1995                                      | チェシャー・キャット Cheshire Cat                                             | - 発売日: 1995年2月17日 - レーベル: Cargo, Grilled Cheese - フォーマット: CD, LP, cassette - 全米売上: 25万枚                   | —              | —              | —              | —              | —              | —              | —              | 27             | —              | 187            | - UK: シルバー |  |
| 1997                                      | デュード・ランチ Dude Ranch                                                   | - 発売日: 1997年6月17日 - レーベル: MCA, Cargo - フォーマット: CD, LP, cassette - 全米売上: 100万枚                             | 67             | 25             | 42             | —              | —              | —              | —              | —              | —              | 100            | - US: プラチナ - AUS: プラチナ - CAN: 2× プラチナ - UK: ゴールド                                                         |  |
| 1999                                      | エニマ・オブ・アメリカ Enema of the State                                     | - 発売日: 1999年6月1日 - レーベル: MCA - フォーマット: CD, LP, cassette - 全米売上: 454万枚                                     | 9              | 4              | 7              | 60             | 18             | 31             | 5              | 2              | 13             | 15             | - US: 5× プラチナ - AUS: 2× プラチナ - AUT: ゴールド - CAN: 4× プラチナ - NZ: 2× プラチナ - SWI: ゴールド - UK: プラチナ |  |
| 2001                                      | テイク・オフ・ユア・パンツ・アンド・ジャケット Take Off Your Pants and Jacket | - 発売日: 2001年6月12日 - レーベル: MCA - フォーマット: CD, LP, cassette - 全米売上: 200万枚                                    | 1              | 2              | 1              | 13             | 1              | 10             | 4              | 10             | 4              | 4              | - US: 2× プラチナ - AUS: プラチナ - BRA: ゴールド - CAN: 2× プラチナ - SWI: ゴールド - UK: プラチナ                      |  |
| 2003                                      | ブリンク-182 Blink-182                                                        | - 発売日: 2003年11月18日 - レーベル: Geffen - フォーマット: CD, cassette, digital download - 全米売上: 220万枚                  | 3              | 7              | 1              | 26             | 14             | 18             | —              | 10             | 17             | 22             | - US: プラチナ - AUS: 2× プラチナ - CAN: 2× プラチナ - NZ: ゴールド - UK: プラチナ                                       |  |
| 2011                                      | ネイバーフッズ Neighborhoods                                                  | - 発売日: 2011年9月27日 - レーベル: GDC - フォーマット: CD, LP, digital download - 全米売上: 46.1万枚                           | 2              | 2              | 2              | 33             | 6              | 12             | 11             | 3              | 11             | 6              | - AUS: ゴールド - UK: シルバー                                                                                           |  |
| 2016                                      | California                                                                    | - 発売日: 2016年7月1日 - レーベル: BMG - フォーマット: CD, LP, digital download - 全米売上: 19.6万枚                            | 1              | 2              | 2              | 1              | 3              | 5              | 4              | 4              | 3              | 1              | |  |
| 2019                                      | Nine                                                                          | - 発売日: 2019年9月20日 - レーベル: Columbia - フォーマット: CD, LP, digital download - 全米売上: 7万7千枚                      | 3              | 4              | 8              | 5              | 4              | 23             | 11             | 21             | 13             | 6              | |  |
| 2023                                      | ワン・モア・タイム One More Time...                                           | - 発売日: 2023年10月20日 （日本盤は2023年10月25日発売） - レーベル: Columbia - フォーマット: CD, cassette, LP, digital download | —              | —              | —              | —              | —              | —              | —              | —              | —              | —              | |  |
| 2024                                      | ワン・モア・タイム part2 One More Time... Part-2                              | - 発売日：2024年9月6日 - レーベル:Columbia - フォーマット：CD, LP, digital download                                             | ー             | ー             | ー             | ー             | ー             | ー             | ー             | ー             | ー             | ー             | |  |
| "—"は未発売またはチャート圏外を意味する。 |                                                                               | |                |                |                |                |                |                |                |                |                |                | |  |

### ライブ・アルバム
| 年   | タイトル | アルバム詳細                                                                            | チャート最高位 | チャート最高位 | チャート最高位 | チャート最高位 | チャート最高位 | チャート最高位 | チャート最高位 | チャート最高位 | チャート最高位 | チャート最高位 | 認定                                                          |
| 年   | タイトル | アルバム詳細                                                                            | US             | AUS            | AUT            | BEL            | CAN            | GER            | IRL            | NZ             | SWI            | UK             | 認定                                                          |
| ---- | --- | --------------------------------------------------------------------------------------- | -------------- | -------------- | -------------- | -------------- | -------------- | -------------- | -------------- | -------------- | -------------- | -------------- | ------------------------------------------------------------- |
| 2000 | ザ・マーク、トム、アンド・トラヴィス・ショウ (エニマの逆襲!) The Mark, Tom and Travis Show (The Enema Strikes Back!) | - 発売日: 2000年11月7日 - レーベル: MCA - フォーマット: CD, cassette - 全米売上: 50万枚 | 8              | 6              | 38             | 4              | 4              | 43             | 10             | 10             | 36             | 69             | - US: ゴールド - AUS: プラチナ - CAN: プラチナ - UK: シルバー |

### コンピレーション・アルバム
- 『グレイテスト・ヒッツ』 - Blink-182: Greatest Hits（2005年）
- Icon（2013年）

### EP
- They Came to Conquer... Uranus（1995年）
- Dogs Eating Dogs（2012年）

### デモ・アルバム
- Fly Swatter（1992年）
- Demo #2（1993年）
- 『ブッダ』 - Buddha（1993年） ※1997年にCDで再リリース

### シングル
| 発表   | タイトル                        | 収録アルバム                                                 |
| 1995年 | "M+M's"                         | チェシャー・キャット                                         |
| 1996年 | "Wasting Time"                  | チェシャー・キャット                                         |
| 1996年 | "Lemmings"                      | デュード・ランチ                                             |
| 1997年 | "Dammit"                        | デュード・ランチ                                             |
| 1997年 | "Apple Shampoo"                 | デュード・ランチ                                             |
| 1998年 | "Dick Lips"                     | デュード・ランチ                                             |
| 1998年 | "Josie"                         | デュード・ランチ                                             |
| 1999年 | "What's My Age Again?"          | エニマ・オブ・アメリカ                                       |
| 1999年 | "All the Small Things"          | エニマ・オブ・アメリカ                                       |
| 2000年 | "Adam's Song"                   | エニマ・オブ・アメリカ                                       |
| 2000年 | "Man Overboard"                 | ザ・マーク、トム、アンド・トラヴィス・ショウ (エニマの逆襲!) |
| 2000年 | ""Dumpweed (live)"              | ザ・マーク、トム、アンド・トラヴィス・ショウ (エニマの逆襲!) |
| 2001年 | "The Rock Show"                 | テイク・オフ・ユア・パンツ・アンド・ジャケット               |
| 2001年 | "First Date"                    | テイク・オフ・ユア・パンツ・アンド・ジャケット               |
| 2001年 | "I Won't Be Home for Christmas" | アルバム未収録シングル                                       |
| 2002年 | "Stay Together for the Kids"    | テイク・オフ・ユア・パンツ・アンド・ジャケット               |
| 2003年 | "Feeling This"                  | ブリンク-182                                                 |
| 2004年 | "I Miss You"                    | ブリンク-182                                                 |
| 2004年 | "Down"                          | ブリンク-182                                                 |
| 2004年 | "Always"                        | ブリンク-182                                                 |
| 2005年 | "Not Now"                       | グレイテスト・ヒッツ                                         |
| 2011年 | "Up All Night"                  | ネイバーフッズ                                               |